# Bhamo
Bhamo je mesto v Kačinu v severnem delu Mjanmarja (Burme), 186 km južno od prestolnice Mjitkjina. Je administrativno središče Bhamskega okrožja.